# När i tro Guds Israel, stam för stam
När i tro Guds Israel, stam för stam är en psalm med text och musik från 1905 av William Grum. Texten översattes till svenska 1922 av Otto Witt.

## Publikation
- Segertoner 1988 som nr 583 under rubriken "Att leva av tro - Prövning - kamp - seger".[1]

### Fotnoter
1. 1 2  Heinerborg, Karl-Erik; Lennart Jernestrand (1988). Segertoner melodisångbok. Stockholm: Förlaget Filadelfia. Libris 911558